# (1225) Ariane
(1225) Ariane ist ein Asteroid des Hauptgürtels, der am 23. April 1930 vom niederländischen Astronomen Hendrik van Gent in Johannesburg entdeckt wurde. 
Benannt ist der Asteroid nach der Figur Ariane Leprieur aus Gabriel Marcels Drama Le chemin de crête.